# آرتور رودز (بازیکن فوتبال)
آرتور رودز (انگلیسی: Arthur Rhodes؛ زادهٔ) بازیکن فوتبال است.
از باشگاه‌هایی که در آن بازی کرده‌است می‌توان به باشگاه فوتبال استوک‌پورت کانتی اشاره کرد.